# Влоцлавек (гміна)
Гміна Влоцлавек (пол. Gmina Włocławek) — сільська гміна у північній Польщі. Належить до Влоцлавського повіту Куявсько-Поморського воєводства.
Станом на 31 грудня 2011 у гміні проживало 6952 особи.

## Площа
Згідно з даними за 2007 рік площа гміни становила 219.92 км², у тому числі:
- орні землі: 33.00%
- ліси: 49.00%

Таким чином, площа гміни становить 14.94% площі повіту.

## Населення
Станом на 31 грудня 2011:
| Опис     | Загалом | Загалом | Чоловіки | Чоловіки | Жінки | Жінки |
| -------- | ------- | ------- | -------- | -------- | ----- | ----- |
| одиниця  | осіб    | %       | осіб     | %        | осіб  | %     |
| все      | 6952    | 100     | 3488     | 50.17    | 3464  | 49.83 |
| міське   | 0       | 100     | 0        |          | 0     |       |
| сільське | 6952    | 100     | 3488     | 50.17    | 3464  | 49.83 |

## Сусідні гміни
Гміна Влоцлавек межує з такими гмінами: Барухово, Брудзень-Дужи, Бжешць-Куявський, Хоцень, Добжинь-над-Віслою, Коваль, Любранець, Новий Дунінув.